# Mosquée Faik-Pacha
La mosquée Faik-Pacha (en turc : camii Faik Paşa, en grec moderne : τζαμί Φαΐκ Πασά / tzamí Faḯk Passá), connue localement sous le nom d'Imaret d'Árta (Ιμαρέτ Άρτας), est un édifice ottoman situé à Árta, en Grèce. Du nom du conquérant ottoman de la ville en 1449, la mosquée formait un complexe composé notamment de bains, d'un imaret et d'une madrassa.

## Localisation
La mosquée Faik-Pacha est située dans l'ancienne localité de Maráti,, près du village de Marathovoúni (el), sur la rive droite du fleuve Árachthos et à environ 1,5 km au nord du pont d'Árta. À l'époque ottomane, la zone entourant l'édifice portait le nom général de Top-Alti, terme turc décrivant le secteur qui se trouvait à portée de canon du château d'Árta (el),. Plus précis, le voyageur Evliya Çelebi évoqua le village musulman de Karye-i Imaret, duquel découle le toponyme grec Maráti.

## Histoire
La mosquée Faik-Pacha fut vraisemblablement érigée à l'emplacement d'une église byzantine dédiée à Saint-Jean-Baptiste,. Son commanditaire est Faik Pacha, conquérant de la ville et vizir ottoman. Deux hypothèses de datation coexistent. La première, formulée par le métropolite d'Árta Seraphim de Byzance, fait remonter l'édifice vers 1455. Selon des informations orales recueillies au milieu du XVIIIe siècle auprès d'un habitant ottoman, Faik Pacha nomma un imam pour la mosquée mais à la mort de celui-ci, ne trouvant pas de digne remplaçant, le pacha décida de se retirer de l'armée et d'endosser lui-même la fonction d'imam. Faik Pacha serait resté imam pendant environ quarante ans, jusqu'à sa mort en 1499. Sur la base de ces informations, le métropolite d'Árta data la construction de la mosquée de l'époque du sultan Mehmed II. La seconde hypothèse place la construction de la mosquée en 1492-1493, sous le règne de Bayezid II,,. Cette datation apparaît plus affermie que la conjecture précédente, dans la mesure où l'historien ottoman Aşıkpaşazade fit référence vers 1478 à la mosquée comme étant à l'état de projet et que la charte de fondation (vakıf) de l'institution de Faik Pacha, comprenant un imaret et une madrassa, date de 1493,.
L'institution tirait ses revenus de terres agricoles dans les villages de Vígla (el) et Maráti, qui appartenaient avant l'occupation ottomane au monastère de la Panagía de Rodiá, ainsi que de propriétés près de Thessalonique et Giannitsá.
Le lieu fut visité en 1805 par William Martin Leake qui le décrit comme riche en noisetiers. François Pouqueville indique quant à lui la présence de roseaux de Perse, d'oliviers, de citronniers et d'orangers.
Durant la guerre d'indépendance grecque, la zone fut le théâtre de combats durant le siège d'Árta (el). Márkos Bótzaris,  Karaïskakis et quelques centaines d'hommes se retranchèrent dans la mosquée et résistèrent aux assauts de la garnison ottomane le 12 novembre 1821,.
Lors de la guerre gréco-turque de 1897, la zone autour de la mosquée fut à nouveau un champ de bataille entre les forces grecques du colonel Thrasývoulos Mános et ottomanes d'Ahmed Hifzi Pacha (en). Après la libération d'Árta, la mosquée fut convertie en une église dédiée à saint Jean le Russe (en).
En 1938, l'édifice fut déclaré site historique protégé par décret royal. En 1994, des fouilles permirent la découverte de plusieurs membres architecturaux du porche et des travaux de restauration conduisirent à la remise en état du sol pavé. Fin 2019, les études de restauration générale du monument furent approuvées par le Conseil archéologique central (en) et les travaux mis aux enchères à l'été 2022. Le site est placé sous la responsabilité du 8e Éphorat des antiquités byzantines du ministère de la Culture et des Sports.

## Architecture
La mosquée Faik-Pacha est composée d'une salle de prière carrée aux dimensions extérieures de 11,5 m de côté, surmontée d'un dôme dont le tambour est orné de « triangles turcs ». Sur la façade principale, au nord, s'élevait autrefois un porche (revak) dont les vestiges sont encore visibles. Construite en appareil cloisonné, la maçonnerie intègre certains matériaux provenant de l'église byzantine de la Panagía Parigorítissa,, de l'ancienne Nicopolis ainsi que de divers bâtiments antiques d'Ambracie. Des éléments architecturaux du porche effondré proviennent ainsi du monastère voisin de la Panagía Pantánassa, fondée au milieu du XIIIe siècle par Michel II Doukas. À l'angle nord-ouest s'élève un minaret en briques conservé jusqu'au balcon, vraisemblablement reconstruit pour la dernière fois au XIXe siècle. À l'intérieur, le monument conserve les traces de sa double utilisation comme mosquée et église : le mihrab occupe le centre du mur méridional tandis que des restes de l'iconostase sont observables sur le mur oriental.
Hormis la mosquée, les vestiges des bains situés à quelques dizaines de mètres au nord-ouest sont les seules traces parvenues jusqu'à nous du complexe monumental de Faik Pacha.

## Galerie

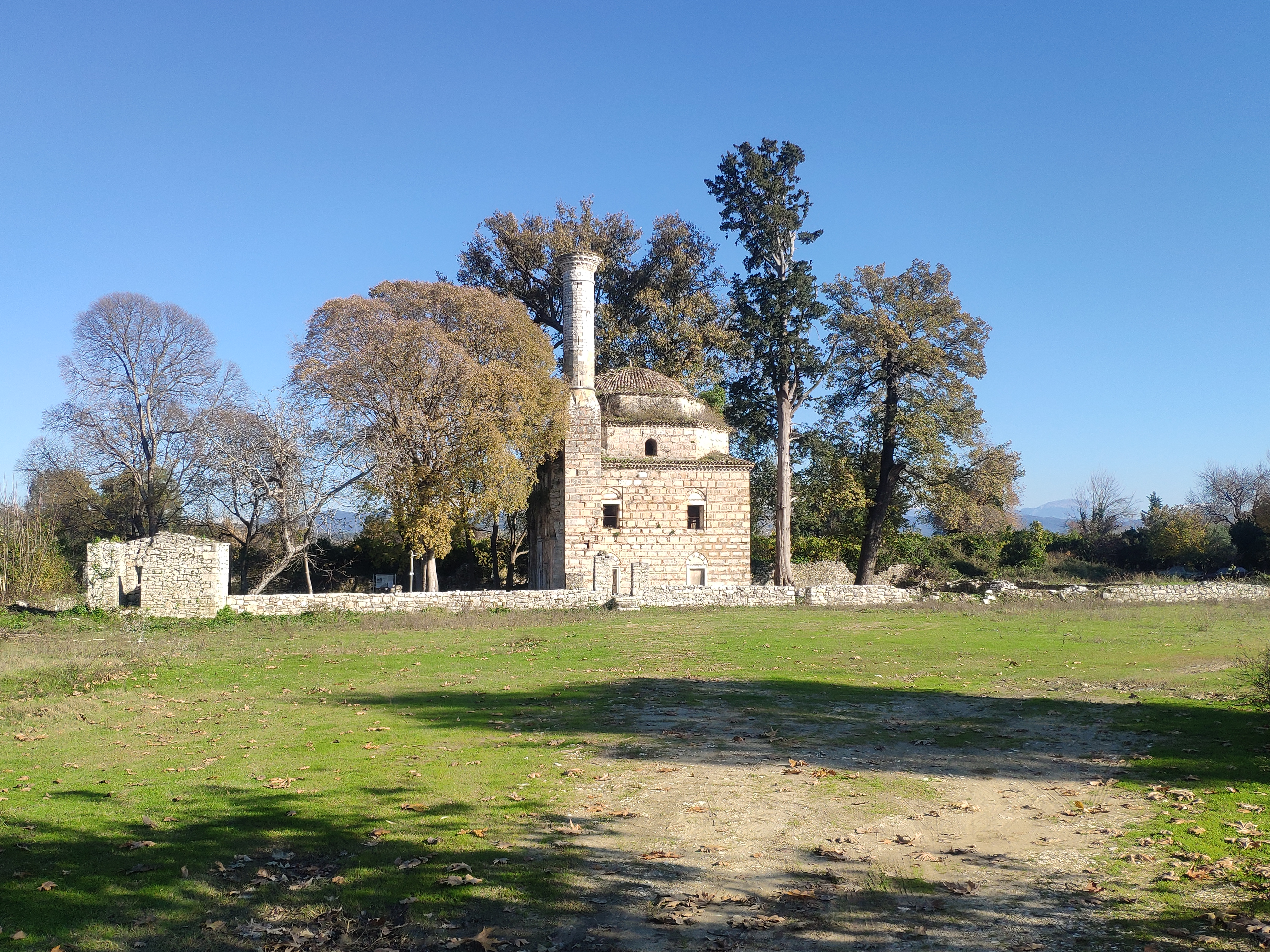
Vue distante de la mosquée depuis l'ouest.
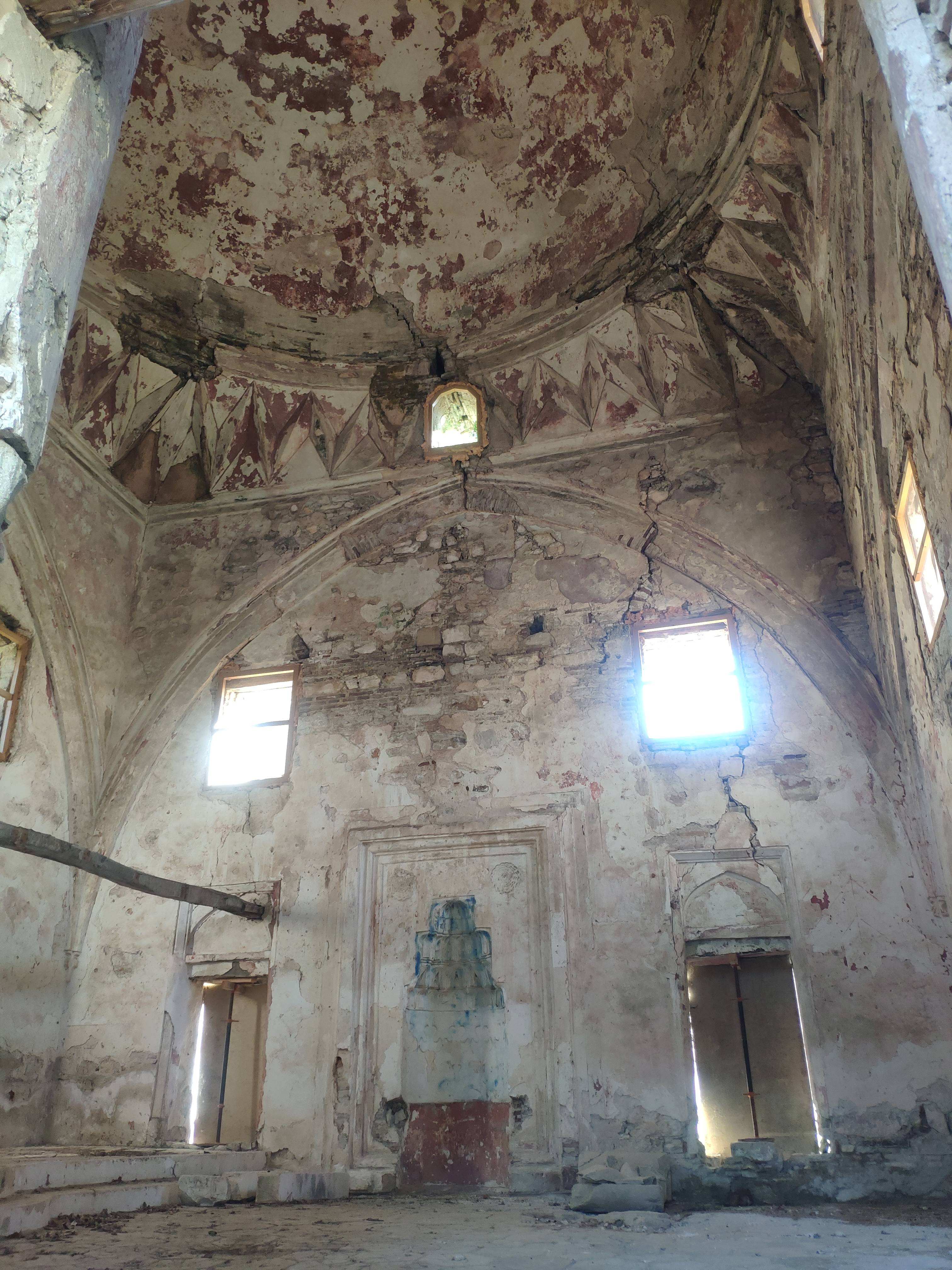
Intérieur de la mosquée depuis le nord-ouest.
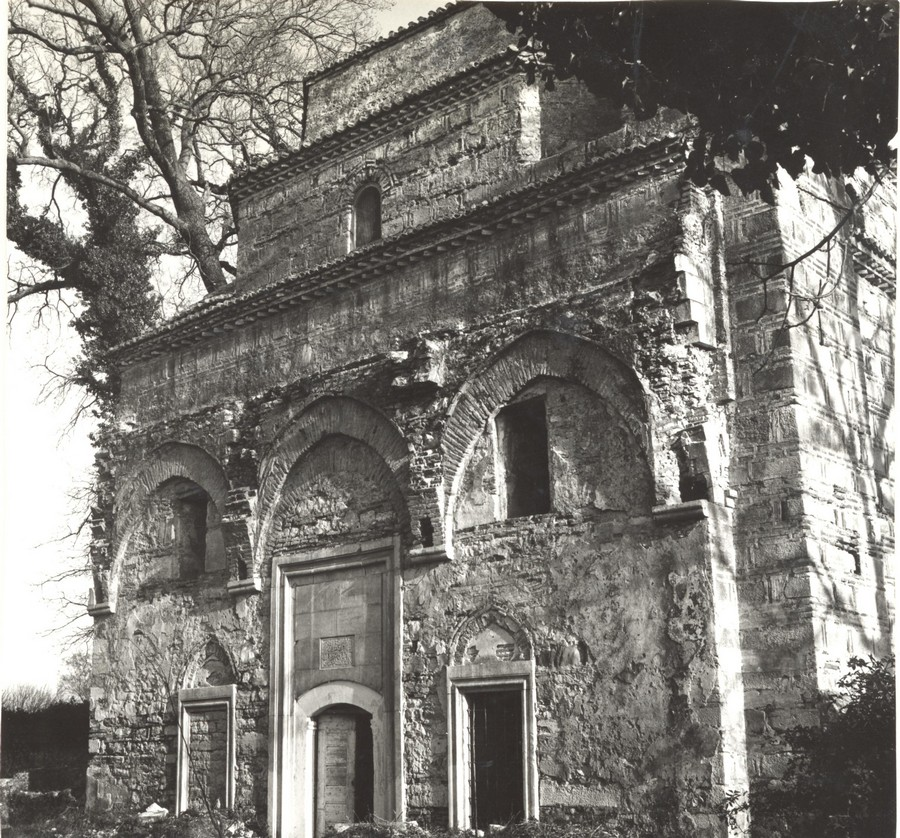
Photographie de Machiel Kiel dans les années 1970.
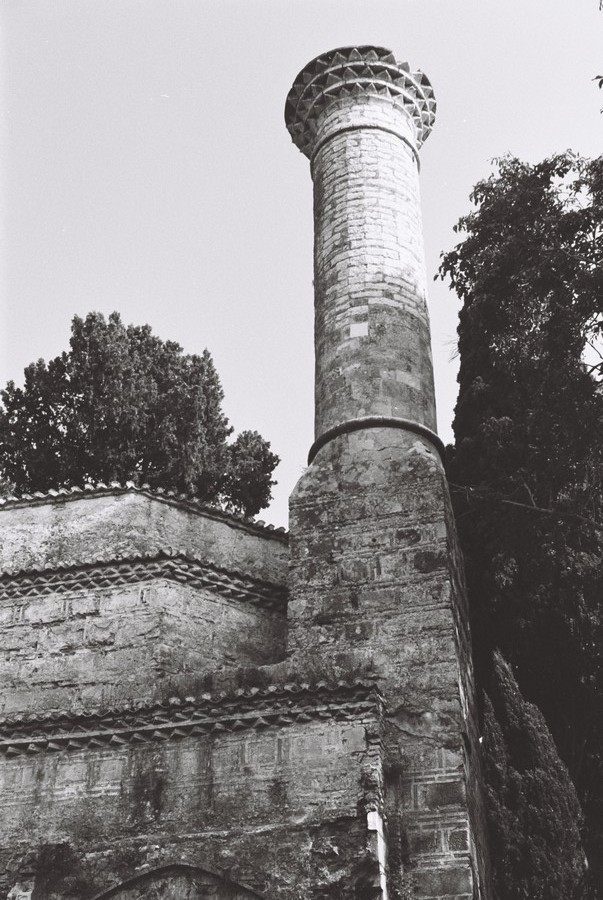
Minaret à l'angle nord-ouest.
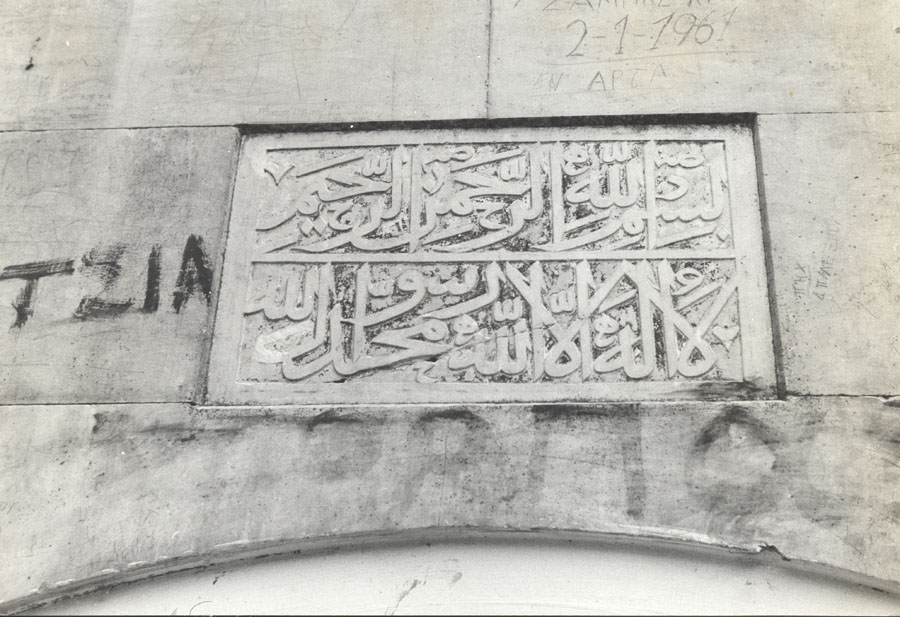
Détail de l'inscription dédicatoire.